# John Gonçalves
John Gonçalves es un político gibraltareño que se desempeñó como Alcalde de Gibraltar entre 2019 y 2021, jefe de la Autoridad Policial de Gibraltar entre 2013 y 2018, y desde 1984 como presidente de la Asociación Amateur de Baloncesto de Gibrarltar. A partir de 2003 forma parte del consejo directivo de FIBA Europa, habiendo ocupado la vicepresidencia en 2010. 

## Primeros años
Gonçalves vivió en Portugal con su madre de origen gibraltareño hasta la muerte de su padre, luego de este suceso regresaron a Gibraltar.

## Carrera previa a la alcaldía
Gonçalves tiene una larga experiencia en el servicio civil. Desde 1972 es miembro del Comité de Asesores Deportivos de Gibraltar.En 1984 se convirtió en presidente de la Asociación Amateur de Baloncesto de Gibraltar. En 2003 Se convirtió en miembro de la junta directiva de FIBA Europa y en su vicepresidente en 2010. Gonçalves fue director general de servicios del Aeropuerto de Gibraltar desde 1989 hasta 1992 y presidente de Terminal Management de 1992 a 2011. En 2007 recibió la Orden del Imperio Británico. En 2013 fue elegido presidente de la Autoridad Policial de Gibraltar, cargo que ocupó hasta 2018.

## Alcalde de Gibraltar
El 4 de abril de 2019, Gonçalves fue investido como alcalde de Gibraltar, sucediendo a Kaiane Aldorino. En esta ceremonia, el ministro principal, Fabián Picardo, lo llamó "Mr. Basketball" (señor baloncesto), y recordó que ese mismo año Gibraltar acogería los Juegos de las Islas de 2019.